# Vincent Cantero
Vincent Cantero y Grijelmo, né le 28 décembre 1982 à Tourlaville, est un coureur cycliste français.

## Biographie
Il passe professionnel en 2005 dans l'équipe Bretagne-Jean Floc'h, après avoir remporté environ vingt courses. 
Redescendu chez les amateurs, il continue à courir jusqu'en 2010, obtenant encore de nouveaux succès.

## Palmarès
- 2003
  - 2e étape du Tour de Gironde
  - Grand Prix de la Côte des Isles
- 2004
  - 3e étape du Tour de Gironde
  - 2e du Prix de la Saint-Laurent Espoirs
  - 2e du Trio normand (avec Frédéric Lecrosnier et Denis Robin)
  - 3e du Circuit de la Nive
- 2006
  - 2e de La Tramontane
  - 3e de Paris-Évreux
- 2007
  - Circuit Rance Émeraude[3]
- 2008
  - 1re étape de la Flèche d'Armor[4]
  - 2e du Tour de Pays de Lesneven